# 산경표
산경표(山經表)는 조선 영조 때의 실학자인 신경준이 쓴 도표로 한반도 멧줄기의 발원지와 분포를 강물의 수계를 따져 가계도처럼 그림으로 표시한 것이 특징이다.
특히 산경표의 가치는 산줄기의 표현을 족보(族譜) 기술식으로 정리하여 어떤 유역들을 거느리며 변형되고 생성해 왔는지를 상세히 밝히고 있고 표의 기재 양식은 상단에 대간(大幹)·정맥(正脈)을 산경을 바탕으로 옆에 거리(이수(里數))를 부기해서 이를 펼치면 조선의 옛 지도에 나타난 산맥들을 산줄기와 하천 줄기를 중심으로 모든 구역의 경계가 나오도록 도표화했다는 데에 있다.

## 논란
사실 산경표는 『산경표』의 저자와 간행 시기는 아직까지 명확하게 밝혀지지는 않았다. 하지만 여러 가지 의견으로 신경준 연구가들은 여러 정황으로 미루어보아 『산경표』의 저자가 신경준이라고 주장하고 있다. 그래서 시대 상황으로 미루어 보아 조선조 후기 영조 때의 실학파 지리학자 신경준의 『여지고』(輿地考)를 바탕으로 후대 사람이 쓴 책이라는 정도만 알려져 있기도 하다.

## 종류
지금까지 전하는 대표적인 『산경표』의 본(本)은 세 가지, 규장각 『해동도리보』(海東道里譜) 중의 『산경표』, 장서각의 『여지편람』(輿地便覽) 중의 『산경표』, 영인본으로 조선광문회 최남선이 1913년에 간행한 『산경표』가 있으나 모두 같은 내용으로 전국의 산줄기를 하나의 대간, 하나의 정간, 13개의 정맥으로 규정하고 여기에서 다시 가지쳐 뻗은 기맥을 기록하였고 모든 산맥의 연결은 자연 지명인 산 이름, 고개 이름 등을 원본대로 족보 기술식으로 정리하였다.
전국의 산경을 바탕으로 작성된 산경표는 백두대간으로 알려진 한반도의 산줄기들을 분수계를 기준으로 대간(大幹)과 정간(正幹), 정맥(正脈)으로 나타냈다. 현재 1913년 활자로 만들어진 책들이 여러 권 있다.
이후 현대에 산악인 박성태가 신산경표를 간행하였다.

## 현대의 변화
조선시대보다 더 전에는 낙동강 삼각주가 하나의 만이었는데, 퇴적이 진행되어 낙동강삼각주에 섬이 생겨나 조선 후기에는 이미 더 이상 바다가 아니게 되었다. 산경표는 낙동강이나 서낙동강에 미치지 않은 김해 분성산에서 끝나게 지어졌다. 오늘날에는 분성산을 지나는 원래의 낙남정맥은 동신어산에서 끝나는 것으로, 낙남정맥에서 갈라져 실제 서낙동강 하구에 이르는 산맥은 신 낙남정맥으로 받아들여지고 있다. 그리고 한남정맥은 아라천에 의해, 낙남정맥은 가화천에 의해 잘리게 되었다.

## 산줄기 이름

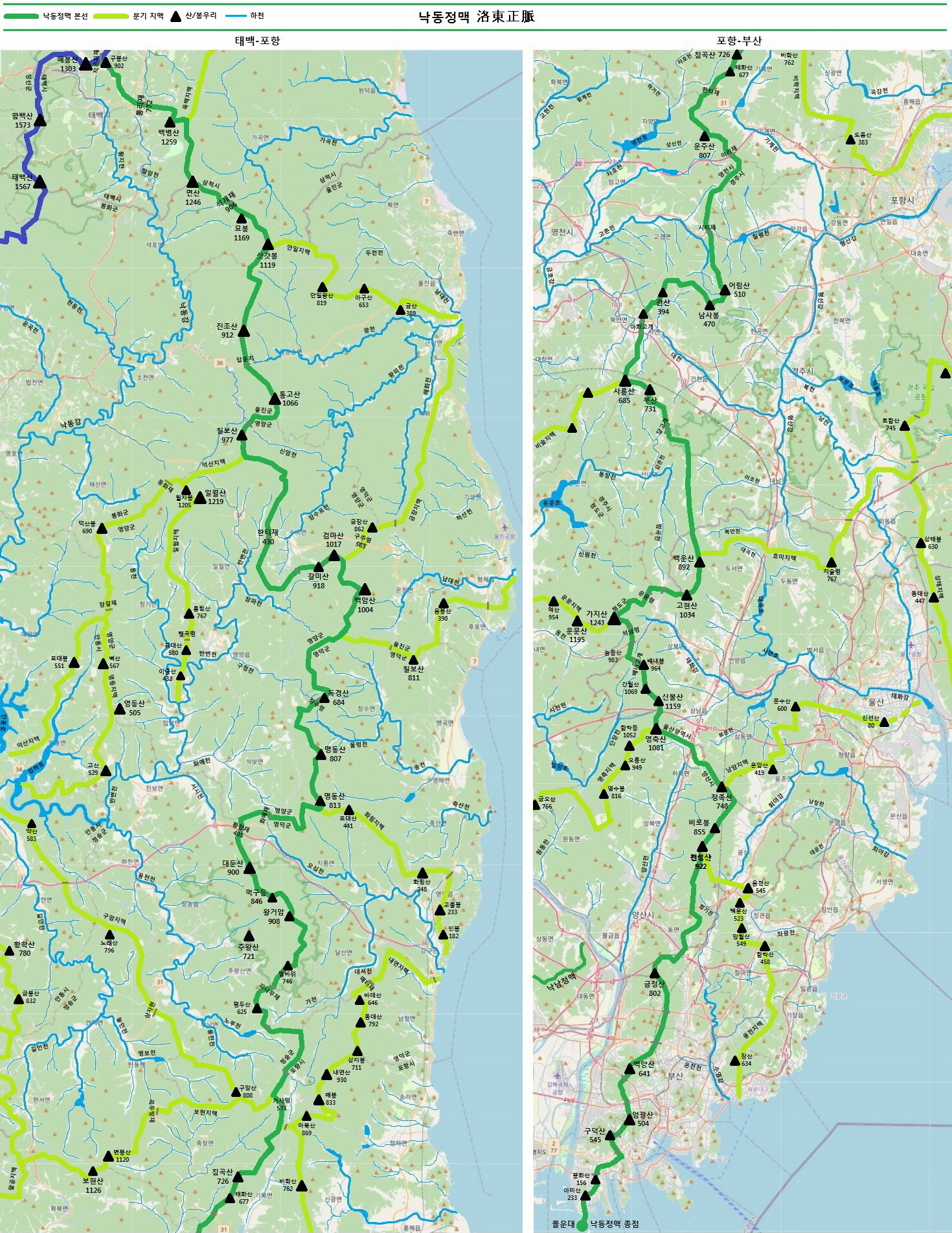
낙동정맥

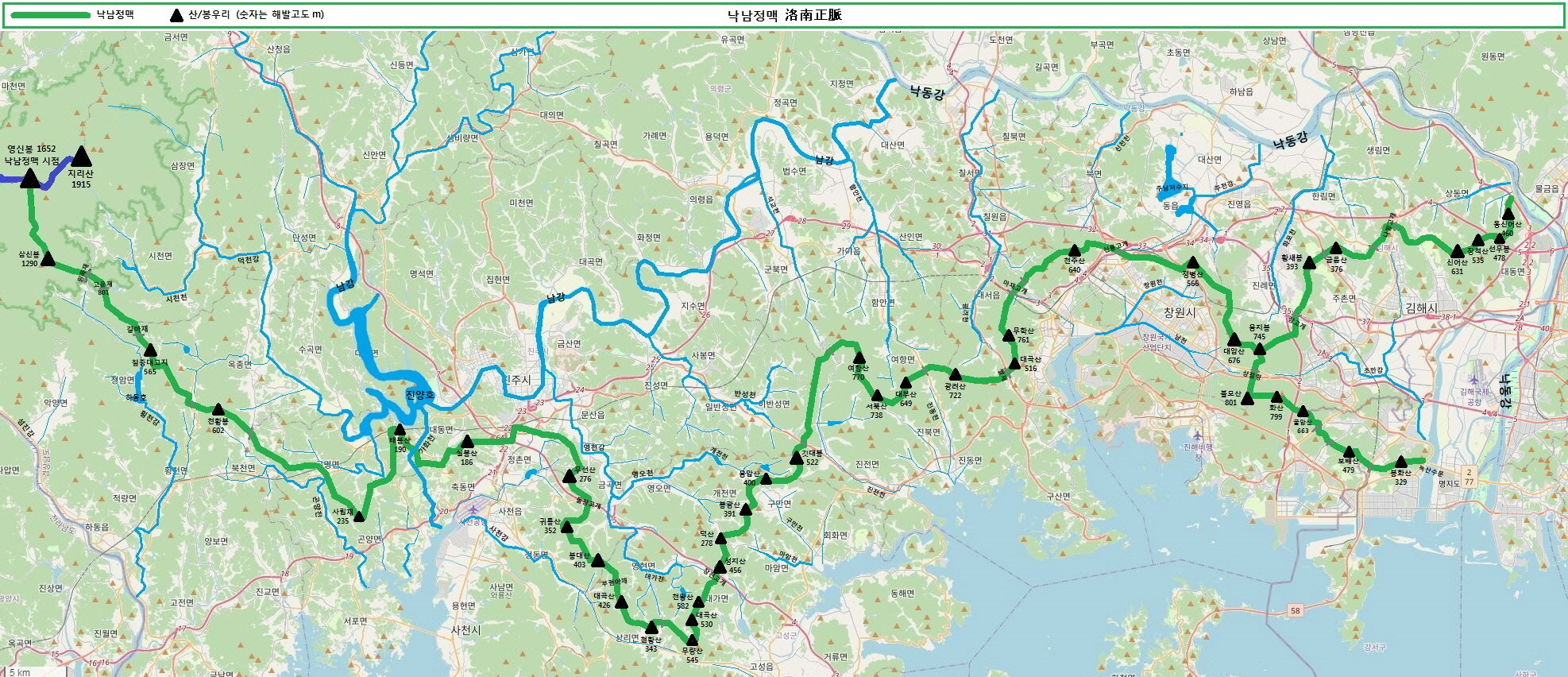
낙남정맥

- 백두대간
- 장백정간
- 낙남정맥
- 청북정맥
- 청남정맥
- 해서정맥
- 임진북예성남정맥
- 한북정맥
- 낙동정맥
- 한남금북정맥
- 한남정맥
- 금북정맥
- 금남호남정맥
- 금남정맥
- 호남정맥

## 같이 보기
- 한국의 산맥
- 분수계